# Jardín las Flores
Jardín las Flores är en ort i Mexiko.   Den ligger i kommunen Mazatán och delstaten Chiapas, i den sydöstra delen av landet, 900 km sydost om huvudstaden Mexico City. Jardín las Flores ligger 18 meter över havet och antalet invånare är 230.
Terrängen runt Jardín las Flores är mycket platt. Runt Jardín las Flores är det ganska glesbefolkat, med 34 invånare per kvadratkilometer. Närmaste större samhälle är Mazatán, 1,7 km öster om Jardín las Flores. Trakten runt Jardín las Flores består till största delen av jordbruksmark.